# Gnathophis codoniphorus
Gnathophis codoniphorus är en fiskart som beskrevs av Maul 1972. Gnathophis codoniphorus ingår i släktet Gnathophis och familjen havsålar. Inga underarter finns listade i Catalogue of Life.